# Козличић
Козличић је насељено место града Ваљева у Колубарском округу. Према попису из 2022. било је 203 становника .

## Демографија
У насељу Козличић живи 185 пунолетних становника, а просечна старост становништва износи 40,4 година (40,8 код мушкараца и 39,9 код жена). У насељу има 65 домаћинстава, а просечан број чланова по домаћинству је 3,65.
Ово насеље је великим делом насељено Србима (према попису из 2002. године).
|  |

| Демографија | Демографија | Демографија |
| Година      | Становника  | Становника  |
| ----------- | ----------- | ----------- |
| 1948.       | 252         |             |
| 1953.       | 268         |             |
| 1961.       | 266         |             |
| 1971.       | 256         |             |
| 1981.       | 229         |             |
| 1991.       | 257         | 250         |
| 2002.       | 237         | 241         |

| Етнички састав према попису из 2002.‍ | Етнички састав према попису из 2002.‍ | Етнички састав према попису из 2002.‍ | Етнички састав према попису из 2002.‍ | Етнички састав према попису из 2002.‍ |
| ------------------------------------ | ------------------------------------ | ------------------------------------ | ------------------------------------ | ------------------------------------ |
|                                      |                                      |                                      |                                      |                                      |
| Срби                                 | Срби                                 |                                      | 232                                  | 97,89%                               |
| непознато                            | непознато                            |                                      | 5                                    | 2,10%                                |

| Година пописа     | 1948. | 1953. | 1961. | 1971. | 1981. | 1991. | 2002. |
| ----------------- | ----- | ----- | ----- | ----- | ----- | ----- | ----- |
| Број домаћинстава | 40    | 44    | 47    | 48    | 55    | 71    | 65    |

| Број чланова      | 1 | 2  | 3 | 4  | 5 | 6  | 7 | 8 | 9 | 10 и више | Просек |
| ----------------- | - | -- | - | -- | - | -- | - | - | - | --------- | ------ |
| Број домаћинстава | 7 | 22 | 5 | 12 | 5 | 10 | 1 | 0 | 0 | 3         | 3,65   |

| Пол    | Укупно | Неожењен/Неудата | Ожењен/Удата | Удовац/Удовица | Разведен/Разведена | Непознато |
| ------ | ------ | ---------------- | ------------ | -------------- | ------------------ | --------- |
| Мушки  | 99     | 22               | 67           | 2              | 3                  | 5         |
| Женски | 91     | 8                | 67           | 15             | 1                  | 0         |
| УКУПНО | 190    | 30               | 134          | 17             | 4                  | 5         |

| Пол    | Укупно                    | Пољопривреда, лов и шумарство | Рибарство                            | Вађење руде и камена | Прерађивачка индустрија       |
| ------ | ------------------------- | ----------------------------- | ------------------------------------ | -------------------- | ----------------------------- |
| Мушки  | 58                        | 31                            | 0                                    | 0                    | 9                             |
| Женски | 44                        | 36                            | 0                                    | 0                    | 2                             |
| УКУПНО | 102                       | 67                            | 0                                    | 0                    | 11                            |
| Пол    | Производња и снабдевање   | Грађевинарство                | Трговина                             | Хотели и ресторани   | Саобраћај, складиштење и везе |
| Мушки  | 0                         | 2                             | 2                                    | 0                    | 7                             |
| Женски | 0                         | 0                             | 3                                    | 0                    | 0                             |
| УКУПНО | 0                         | 2                             | 5                                    | 0                    | 7                             |
| Пол    | Финансијско посредовање   | Некретнине                    | Државна управа и одбрана             | Образовање           | Здравствени и социјални рад   |
| Мушки  | 0                         | 2                             | 0                                    | 0                    | 1                             |
| Женски | 0                         | 0                             | 1                                    | 0                    | 2                             |
| УКУПНО | 0                         | 2                             | 1                                    | 0                    | 3                             |
| Пол    | Остале услужне активности | Приватна домаћинства          | Екстериторијалне организације и тела | Непознато            | Непознато                     |
| Мушки  | 0                         | 0                             | 0                                    | 4                    | 4                             |
| Женски | 0                         | 0                             | 0                                    | 0                    | 0                             |
| УКУПНО | 0                         | 0                             | 0                                    | 4                    | 4                             |

## Галерија
- село Козличић - панорама
- село Козличић - панорама
- село Козличић - панорама
- село Козличић - панорама
- село Козличић - панорама
- село Козличић - панорама